# Martin Fowler
Martin Fowler ( Walsall, 1963 –) brit származású szoftverfejlesztő, szerző és nemzetközi hírű előadó a szoftverfejlesztés területén, fő területe az objektumorientált analízis és tervezés, UML, programtervezési minták és agilis szoftverfejlesztési módszertanok, beleértve az extrém programozást is.
Ő vezette be a prezentációs modell (PM) architekturális mintát.

## Életrajz
Fowler Walsallben (Angliában) született, ahol a Queen Mary's Gimnáziumba járt középiskolába. 1986-ban végzett a University College Londonban. 1994-ben az Amerikai Egyesült Államokba költözött Melrose külvárosba Boston mellé, Massachusettsba.
Fowler 1980-as években kezdett szoftverekkel dolgozni. A főiskolán kívül 1986-tól kezdett dolgozni a szoftver fejlesztésben a Coopers & Lybrandnél 1991-ig. 2000-ben vezető tudóssá vált a ThoughtWorksnél, mely egy rendszerintegrációs és konzultációs cég.
Fowler hét könyvet írt a szoftverfejlesztés témakörében (lásd a Publikációk). Tagja az Agilis Szövetségnek és segített létrehozni a Kiáltvány az Agilis Szoftverfejlesztésért című kiáltványt 2001-ben, több 15 társalapítóval. Ő tartja karban a bliki-t, amely egy blog és egy wiki keveréke, és alapvetően egy Java API könyvtár a Wikipédia kezelésére és az abban alkalmazott wikitext, formázás és szintaxis elemzésére. Ő népszerűsítette a függőség beszúrás kifejezést a kontroll megfordításának egy formájaként.

## Publikációk
- 1996. Analysis Patterns: Reusable Object Models. Addison-Wesley. ISBN 0-201-89542-0.
- 1997. UML Distilled: A Brief Guide to the Standard Object Modeling Language.
- 1999. Refactoring: Improving the Design of Existing Code, With Kent Beck, John Brant, William Opdyke, and Don Roberts (June 1999). . Addison-Wesley. ISBN 0-201-48567-2.
- 2001. Planning Extreme Programming. With Kent Beck. Addison-Wesley. ISBN 0-201-71091-9.
- 2002. Patterns of Enterprise Application Architecture. With David Rice, Matthew Foemmel, Edward Hieatt, Robert Mee, and Randy Stafford. Addison-Wesley. ISBN 0-321-12742-0.
- 2010. Domain-Specific Languages. With Rebecca Parsons. Addison-Wesley. ISBN 978-0-321-71294-3.
- 2012. NoSQL Distilled. With Pramod Sadalage. Addison-Wesley. ISBN 978-0-321-82662-6.
- 2013. Refactoring: Ruby Edition. With Kent Beck, Shane Harvie, and Jay Fields. Addison-Wesley. ISBN 978-0-321-98413-5.

### Magyarul megjelent művei
- Refactoring. Kódjavítás újratervezéssel; társszerzők Kent Beck et al., ford. Gilicze Bálint, Nagy Daniella, Vlaskovits Dóra; Kiskapu, Bp., 2006. ISBN 963-9637-13-0 (eredeti: 1999. Refactoring: Improving the Design of Existing Code, With Kent Beck, John Brant, William Opdyke, and Don Roberts (June 1999). Addison-Wesley. ISBN 0-201-48567-2)

## Fordítás
- Ez a szócikk részben vagy egészben  a   Martin Fowler című angol Wikipédia-szócikk ezen változatának fordításán alapul.  Az eredeti cikk szerkesztőit annak laptörténete sorolja fel. Ez a jelzés csupán a megfogalmazás eredetét és a szerzői jogokat jelzi, nem szolgál a cikkben szereplő információk forrásmegjelöléseként.